# Winters (Califòrnia)
Winters és una població dels Estats Units a l'estat de Califòrnia. Segons el cens del 2008 tenia 6.977 habitants.

## Demografia
Segons el cens del 2000, Winters tenia 6.125 habitants, 1.907 habitatges, i 1.546 famílies. La densitat de població era de 860 habitants/km².
Dels 1.907 habitatges en un 48,9% hi vivien nens de menys de 18 anys, en un 64,1% hi vivien parelles casades, en un 12,8% dones solteres, i en un 18,9% no eren unitats familiars. En el 14,5% dels habitatges hi vivien persones soles el 6,3% de les quals corresponia a persones de 65 anys o més que vivien soles. El nombre mitjà de persones vivint en cada habitatge era de 3,21 i el nombre mitjà de persones que vivien en cada família era de 3,56.
Per edats la població es repartia de la següent manera: un 33,3% tenia menys de 18 anys, un 8,9% entre 18 i 24, un 30,9% entre 25 i 44, un 19,1% de 45 a 60 i un 7,8% 65 anys o més.
L'edat mediana era de 31 anys. Per cada 100 dones de 18 o més anys hi havia 97,5 homes.
La renda mediana per habitatge era de 48.678 $ i la renda mediana per família de 55.183 $. Els homes tenien una renda mediana de 40.257 $ mentre que les dones 27.662 $. La renda per capita de la població era de 17.133 $. Entorn del 4,2% de les famílies i el 5% de la població estaven per davall del llindar de pobresa.

## Poblacions més properes
El següent diagrama mostra les poblacions més properes.